# شكل صيدلاني معادل للجرعة

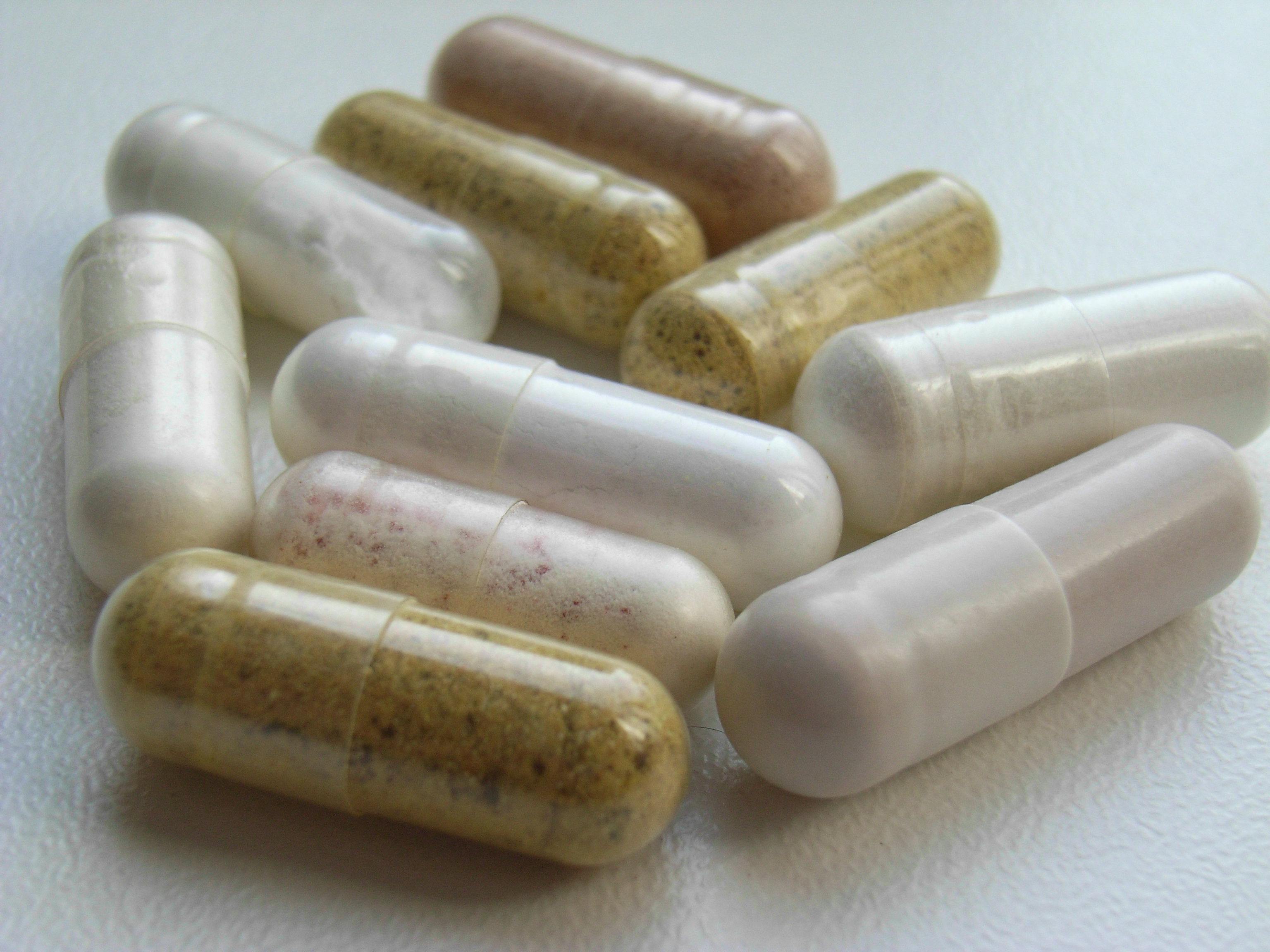

شَكْل صَيْدلانيّ مُعادِل للجُرْعَة (بالإنجليزية: Dosage form)‏ وَتُسمى أيضًا وحدة جرعات (بالإنجليزية: unit doses)‏ هي المنتجات الصيدلانية أساسا في الشكل الذي يتم تسويقها للاستخدام، وعادة ما تنطوي على مزيج من مكونات الدواء الفعال ومكونات أخرى (سواغ)، مع مواد أخرى غير قابلة لإعادة الاستخدام التي قد لا تعتبر حتى من المكونات أو لتعبئة الدواء (مثل الكبسولة التي تحتوي على الدواء). مصطلح وحدة الجرعة يمكن أيضا أن يشمل في بعض الأحيان على التعبئة والتغليف غير القابلين لإعادة الاستخدام، (خصوصا عندما يتم تعبئة كل منتج دواء على حدة). على الرغم من أن FDA يميز إن كان من خلال وحدة جرعة «التعبئة والتغليف» أو «التحضير مختبريا»).
يتأثر شكل الجرعة بعدة عوامل تندرج تحت عنوانين، الأول هو تأثير الجسم على الدواء تدرسه بشكل خاص الحركيات الدوائية (بالإنجليزية: pharmacokinetics)‏ والثاني هو تأثير الدواء على الجسم، ومن هنا يظهر مدى اندماج علم الصيدلانيات بعلم الفارماكولوجي أو علم تأثير الأدوية.
اعتمادا على سياق الكلام، فإن الجرعات المتعددة يمكن أن تشير إلى التمييز سواء كانت منتجات الدواء مغلفة معا، أم أنه منتج دواء واحد يحتوي عقاقير أو جرعات متعددة.مصطلح جرعة الدواء يمكن أن يشير فقط في بعض الأحيان إلى الصيغة الكيميائية لمقوم منتج الدواء أي المواد المكونة له وأي مزيج مشارك، دون النظر إلى الأمور من منظور أبعد من ذلك (مثل كيف تم تكوينه في النهاية كمنتج للاستهلاك مثل كبسولة، والرُقعة، وغيرها). بسبب الحدود الغامضة والتداخل غير الواضح لمثل هذه المصطلحات والمتغيرات والتعريف ضمن صناعة الأدوية، فإن الحذر هو غالبا ما ينصح به عند التحدث مع شخص ما قد يكون غير عالم بمعنى استخدام المصطلح عند شخص آخر. «يختلف استخدام المصطلح الواحد عند الاشخاص المختلفين»
اعتمادا على أسلوب / طريقة التعاطي، أشكال الدواء تأتي في عدة أنواع تشمل هذه الأنواع على الكثير من أشكال الدواء السائلة، الصلبة، ونصف الصلبة. وتشمل أشكال الدواء المعترف عليها على حبوب وأقراص الدواء، أو الكبسولة، الشراب، أو الشكل الطبيعي والعشبي لنباتات أو المواد الغذائية من نوع ما، وضمن أشياء أخرى كثيرة.
تجدر الإشارة إلى أن طريقة تعاطي الدواء (ROA) لتوصيل الدواء (المخدرات)تعتمد على شكل الجرعة من هذه المادة، فجرعة الدواء السائله هي الشكل السائل للجرعة لمركب كيميائي يستخدم كدواء أو كعلاج ليتم استهلاكه وتعاطيه.
أشكال الجرعات المختلفة يمكن أن تتواجد لدواء واحد معين، بما أن الاختلاف في الظروف الطبية يمكن أن تجيز وتبيح مختلف الطرق لتعاطي الدواء. على سبيل المثال فإن الغثيان المستمر والتقيؤ (القيء) قد يجعل من الصعب تعاطي جرعة الدواء عن طريق الفم (فمويا). وفي مثل هذه الحالة، قد يكون من الضروري استخدام طرق بديلة مثل، استنشاق الدواء أو الشدق، أو تحت اللسان، أو عن طريق الأنف أو باستخدام التحميلة أوحتى بالحقن كبديل آخر.
بالإضافة إلى ذلك، قد يشترط أن يكون شكل الجرعة محددا لنوع محدد من الدواء، كما قد تكون هناك مشاكل مع عوامل مختلفة مثل الاستقرار الكيميائي أو الدوائي لجرعة الدواء. على سبيل المثال، لا يمكن إعطاء الأنسولين عن طريق الفم لأن تعاطيه بهذه الطريقة يؤدي إلى استقلاب الأنسولين على نطاق واسع في الجهاز الهضمي (GIT)قبل وصوله إلى مجرى الدم وبالتالي فإن عملية الاستفادة من المغزى العلاجي تكون ضئيلة.
ولذلك فإن جرعات الدواء التي يتم تعاطيها عن طريق الفم أوالحقن الوريدي مثل الباراسيتامول تختلف لنفس السبب.

## أمثلة للأشكال الصيدلانية
- الأدوية التي يتم توصيلها عن طريق القناة الهضمية: وتراعى عدة عوامل منها أيض العبور الأول (بالإنجليزية: first pass metabolism)‏ وحمضية وقاعدية الجهاز الهضمي والحركة الدودية ووسط الامتصاص وغيرها من العوامل الكثيرة ويكون الدواء إما شرابا والشراب قد يكون محلولا أو معلقا وقد يكون حبوبا أو كبسولات أو غيرها
- الأدوية التي يتم توصيلها عن طريق الجهاز التنفسي: كالمستنشقات (بالإنجليزية: inhalers)‏.
- الأدوية التي يتم توصيلها عن طريق الشرج أو المهبل: وهي على شكل تحاميل شرجية (بالإنجليزية: suppository)‏ أو تحاميل مهبلية (بالإنجليزية: pessary)‏ أو محاليل أو مراهم أو معاليق توصل عن طريق الشرج أو المهبل
- أدوية يتم تقديمها عن طريق الجلد: مثلا المراهم والكريمات ومحاليل وبودر ومعاجين.. الخ.

## الأنواع

### عن طريق الفم
- حبة دواء «قُرص» أو كبسولة
- خاصة الاقراص «الشدقية», تحت اللسان، أو التي تتفكك في الفم.
- غشاء رقيق مثل Listerine pocketpaks
- محلول سائل أو معلق مثل الشراب
- مسحوق أو سائل أو كريستال صلب
- نباتات طبيعية أو اعشاب، بذور أو طعام من نوع ما مثل الماريغوانا الموجودة في " space cakes “
- معاجين مثل معجون الاسنان

### الاستنشاقية
- Aerosol استضباب
- للاستنشاق
- بخاخ
- تدخين
- مبخرة

### الحقن
- في البشرة ID
- في العضل IM
- داخل العظم IO
- داخل الصفاق IP
- داخل الوريد IV

### موضعية
- كريمات، مادة هلامية، مروخات أو بلسم، دهون أو زيوت وغيره
- قطرة الاذن
- قطرة العين
- رقعة توضع على البشرة
- حلقات مهبلية
- رقعة للجلد

### التحاميل
- مهبلية مثل «الفرزجة، pessary وابل douche, وغيرها»
- شرجية
- تحاميل للإحليل urethral suppositories
- تحاميل للانف
- مخاريط للاذن